# Lijst van voetbalinterlands Mauritanië - Soedan
Deze lijst van voetbalinterlands is een overzicht van alle officiële voetbalwedstrijden tussen de nationale teams van Mauritanië en Soedan. De Afrikaanse landen hebben tot op heden vijf keer tegen elkaar gespeeld. De eerste ontmoeting, een kwalificatiewedstrijd voor de Arab Nations Cup 2009, werd gespeeld in Beiroet (Libanon) op 24 december 2006. Het laatste duel, een kwalificatiewedstrijd voor het Wereldkampioenschap voetbal 2026, vond plaats op 6 juni 2024 in Nouakchott.

## Wedstrijden
| № | Plaats     | Datum            | Competitie                           | Wedstrijd           | Uitslag |
| - | ---------- | ---------------- | ------------------------------------ | ------------------- | ------- |
| 1 | Beiroet    | 24 december 2006 | Arab Nations Cup 2009 kwalificatie   | Soedan − Mauritanië | 2 − 0   |
| 2 | Casablanca | 17 januari 2018  | African Championship of Nations 2018 | Soedan − Mauritanië | 1 − 0   |
| 3 | Nouakchott | 4 juni 2022      | Afrika Cup 2023 kwalificatie         | Mauritanië − Soedan | 3 − 0   |
| 4 | Agadir     | 20 juni 2023     | Afrika Cup 2023 kwalificatie         | Soedan − Mauritanië | 0 − 3   |
| 5 | Nouakchott | 6 juni 2024      | WK 2026 kwalificatie                 | Mauritanië − Soedan | 0 − 2   |

## Samenvatting
| Competitie                      | Totaal gespeeld | Winst Mauritanië | Gelijk | Winst Soedan | Doelsaldo Mauritanië – Soedan |
| ------------------------------- | --------------- | ---------------- | ------ | ------------ | ----------------------------- |
| WK-kwalificatie                 | 1               | 0                | 0      | 1            | 0 − 2                         |
| Afrika Cup-kwalificatie         | 2               | 2                | 0      | 0            | 6 − 0                         |
| African Championship of Nations | 1               | 0                | 0      | 1            | 0 − 1                         |
| Arab Nations Cup-kwalificatie   | 1               | 0                | 0      | 1            | 0 − 2                         |
| Totaal                          | 5               | 2                | 0      | 3            | 6 − 5                         |

FFRIM · A-internationals · Mauritaans vrouwenelftal
1960 – 1969 · 
1970 – 1979 · 
1980 – 1989 · 
1990 – 1999 · 
2000 – 2009 · 
2010 – 2019 ·
2020 − 2029
Algerije ·
Angola ·
Bahrein ·
Benin ·
Botswana ·
Burkina Faso ·
Burundi ·
Canada ·
Centraal-Afrikaanse Republiek ·
Comoren ·
Congo-Brazzaville ·
Congo-Kinshasa ·
Equatoriaal-Guinea ·
Egypte ·
Ethiopië ·
Gabon ·
Gambia ·
Guinee ·
Guinee-Bissau ·
Irak ·
Ivoorkust ·
Jemen ·
Jordanië ·
Kaapverdië ·
Kameroen ·
Kenia ·
Lesotho ·
Libanon ·
Liberia ·
Libië ·
Madagaskar ·
Mali ·
Marokko ·
Mauritius ·
Mozambique ·
Niger ·
Oeganda ·
Oman ·
Palestina ·
Rwanda ·
Saoedi-Arabië ·
Senegal ·
Sierra Leone ·
Soedan ·
Somalië ·
Syrië ·
Tanzania ·
Togo ·
Tunesië ·
Verenigde Arabische Emiraten ·
Zambia ·
Zimbabwe ·
Zuid-Afrika ·
Zuid-Jemen ·
Zuid-Soedan
SFA ·
Bondscoaches ·
Topscorers ·
Soedanees vrouwenelftal
1956 · 
1957 · 
1958 · 
1959 · 
1960 · 
1961 · 
1962 · 
1963 · 
1964 · 
1965 · 
1966 · 
1967 · 
1968 · 
1969 · 
1970 · 
1971 · 
1972 · 
1973 · 
1974 · 
1975 · 
1976 · 
1977 · 
1978 · 
1979 · 
1980 · 
1981 · 
1982 · 
1983 · 
1984 · 
1985 · 
1986 · 
1987 · 
1988 · 
1989 · 
1990 · 
1991 · 
1992 · 
1993 · 
1994 · 
1995 · 
1996 · 
1997 · 
1998 · 
1999 · 
2000 · 
2001 · 
2002 · 
2003 · 
2004 · 
2005 · 
2006 · 
2007 · 
2008 · 
2009 · 
2010 · 
2011 · 
2012 · 
2013 · 
2014 ·
2015 ·
2016 ·
2017 ·
2018 ·
2019 ·
2020 ·
2021
Algerije ·
Angola ·
Bahrein ·
Bangladesh ·
Benin ·
Burkina Faso ·
Burundi ·
Centraal-Afrikaanse Republiek ·
China ·
Congo-Brazzaville ·
Congo-Kinshasa ·
Djibouti ·
Egypte ·
Equatoriaal-Guinea ·
Eritrea ·
Ethiopië ·
Gabon ·
Ghana ·
Guinee ·
Guinee-Bissau ·
Irak ·
Ivoorkust ·
Jemen ·
Jordanië ·
Kameroen ·
Kenia ·
Koeweit ·
Lesotho ·
Libanon ·
Liberia ·
Libië ·
Madagaskar ·
Malawi ·
Mali ·
Marokko ·
Mauritanië ·
Mauritius ·
Mozambique ·
Nieuw-Zeeland ·
Niger ·
Nigeria ·
Oeganda ·
Oman ·
Palestina ·
Qatar ·
Rwanda ·
Saoedi-Arabië ·
Sao Tomé en Principe ·
Senegal ·
Seychellen ·
Sierra Leone ·
Somalië ·
Sri Lanka ·
Swaziland ·
Syrië ·
Tanzania ·
Togo ·
Tsjaad ·
Tunesië ·
Verenigde Arabische Emiraten ·
Zambia ·
Zimbabwe ·
Zuid-Afrika ·
Zuid-Korea ·
Zuid-Soedan